# Campeonato Nacional de Futebol de Praia de 2013
O Campeonato Nacional de 2013 foi a 4ª edição da Campeonato de Elite de Futebol de Praia, desde que a prova é organizada pela FPF e o 10º torneio nacional de futebol de praia. A final-four da competição foi disputada na praia de Buarcos, Figueira da Foz e foi ganha pela equipa do SC Braga que se sagrou Campeão Nacional no seu ano de estreia, vencendo na final a equipa do Estoril Atlético por 5-2.

## Formato
Este formato consiste em duas fases de grupos, terminando numa final-four. Os jogos são normalmente disputados durante o fim de semana. Todos as fases são disputadas a uma só mão.
Na 1ª fase as equipas são distribuídas por grupos (máximo 5 clubes cada) consoante a sua distribuição geográfica, apurando-se as 2 equipas mais bem classificadas.
Na 2ª fase as equipas são agrupadas por em 4 grupos de 4, apurando-se a equipa mais bem classificada para a final-four. Tal como a ronda anterior, cada grupo realiza-se numa praia previamente determinada.
A final-four consiste na realização de 2 semi-finais, um jogo para atribuição dos 3º e 4º lugares, e final para apuramento de campeão nacional.

## 1ª Fase
Fase realizada entre 6 e 21 de Julho.
| Legenda                                                 |
| ------------------------------------------------------- |
| Primeiro e segundo classificados avançam para a 2ª fase |

### Grupo A
Jogos disputados na Praia do Coral em Viana do Castelo.
| Equipa            | J | V | E | D | GM | GS | DG  | Pts |
| ----------------- | - | - | - | - | -- | -- | --- | --- |
| Âncora Praia      | 4 | 3 | 0 | 1 | 30 | 8  | +22 | 9   |
| Darquense         | 4 | 3 | 0 | 1 | 14 | 9  | +5  | 9   |
| Vitorino de Piães | 4 | 2 | 0 | 2 | 15 | 16 | –1  | 6   |
| Amigos de Sá      | 4 | 2 | 0 | 2 | 16 | 26 | –10 | 6   |
| Vianense          | 4 | 0 | 0 | 4 | 9  | 25 | –16 | 0   |

|                   | ANC  | DAR | VIT | AMI | VIA  |
| ----------------- | ---- | --- | --- | --- | ---- |
| Âncora Praia      | –    | –   | 6–3 | –   | 10-0 |
| Darquense         | 5-4  | –   | 1–2 | –   | –    |
| Vitorino de Piães | –    | –   | –   | 5–6 | 5–3  |
| Amigos de Sá      | 0–10 | 3-5 | –   | –   | –    |
| Vianense          | –    | 0-3 | –   | 6–7 | –    |

### Grupo B
Jogos disputados na Praia da Apúlia em Esposende
| Equipa               | J | V | E | D | GM | GS | DG  | Pts |
| -------------------- | - | - | - | - | -- | -- | --- | --- |
| SC Braga             | 3 | 3 | 0 | 0 | 18 | 2  | +16 | 9   |
| Vitória de Guimarães | 3 | 2 | 0 | 1 | 17 | 11 | 6   | 6   |
| Esposende            | 3 | 1 | 0 | 2 | 8  | 16 | -8  | 3   |
| AD Barroselas        | 3 | 0 | 0 | 3 | 5  | 19 | –14 | 0   |

|               | SCB | VSC | ESP  | BAR |
| ------------- | --- | --- | ---- | --- |
| SC Braga      | –   | 7–2 | –    | –   |
| Vitória SC    | –   | –   | 11–1 | –   |
| Esposende     | 0–3 | –   | –    | 7–2 |
| AD Barroselas | 0–8 | 3–4 | –    | –   |

### Grupo C
Jogos disputados na Praia de S. Salvador em Matosinhos.
| Equipa      | J | V | E | D | GM | GS | DG | Pts |
| ----------- | - | - | - | - | -- | -- | -- | --- |
| Rio Ave     | 3 | 3 | 0 | 0 | 4  | 0  | +4 | 9   |
| Leixões     | 3 | 2 | 0 | 1 | 5  | 5  | 0  | 6   |
| Varzim      | 3 | 1 | 0 | 2 | 2  | 3  | –1 | 3   |
| Oliv. Douro | 3 | 0 | 0 | 3 | 2  | 5  | –3 | 0   |

|             | RIO | LEI | VAR  | OLI |
| ----------- | --- | --- | ---- | --- |
| Rio Ave     | –   | –   | 7–1  | 8–0 |
| Leixões     | 3–4 | –   | –    | –   |
| Varzim      | 0–3 | 2–3 | –    | –   |
| Oliv. Douro | –   | –   | 4–11 | –   |

### Grupo D
Jogos disputados na Praia de Buarcos na Figueira da Foz
| Equipa        | J | V | E | D | GM | GS | DG  | Pts |
| ------------- | - | - | - | - | -- | -- | --- | --- |
| ACD Sótão     | 3 | 3 | 0 | 0 | 23 | 8  | +15 | 9   |
| Arcuda        | 3 | 2 | 0 | 1 | 19 | 13 | +6  | 6   |
| Naval 1º Maio | 3 | 1 | 0 | 2 | 10 | 14 | -4  | 3   |
| Tourizense    | 3 | 0 | 0 | 3 | 9  | 26 | -17 | 0   |

|               | SOT | ARC  | NAV | TOU  |
| ------------- | --- | ---- | --- | ---- |
| ACD Sótão     | –   | –    | 4–3 | 12–3 |
| Arcuda        | 2–7 | –    | –   | –    |
| Naval 1º Maio | –   | 3–7  | –   | –    |
| Tourizense    | –   | 3–10 | 3–4 | –    |

### Grupo E
Jogos disputados no Espaço Aquapolis em Abrantes. 
| Equipa            | J | V | E | D | GM | GS | DG  | Pts |
| ----------------- | - | - | - | - | -- | -- | --- | --- |
| Venda do Pinheiro | 3 | 3 | 0 | 0 | 15 | 5  | +10 | 9   |
| CCD Porto Mendo   | 3 | 2 | 0 | 1 | 9  | 8  | +1  | 6   |
| VC Santarém       | 3 | 1 | 0 | 2 | 11 | 14 | -3  | 6   |
| AREPA             | 3 | 0 | 0 | 3 | 12 | 20 | -8  | 0   |

|                   | VEN | POR | SAN | ARE |
| ----------------- | --- | --- | --- | --- |
| Venda do Pinheiro | –   | 2–1 | 6–1 | –   |
| CCD Porto Mendo   | –   | –   | –   | 5–4 |
| VC Santarém       | –   | 2–3 | –   | 8–5 |
| AREPA             | 3–7 | –   | –   | –   |

### Grupo F
Jogos disputados no Ecoparque em São João da Talha, Loures.
| Equipa           | J | V | E | D | GM | GS | DG  | Pts |
| ---------------- | - | - | - | - | -- | -- | --- | --- |
| CD Nacional      | 3 | 2 | 0 | 1 | 10 | 3  | +7  | 6   |
| Estoril Atlético | 3 | 2 | 0 | 1 | 6  | 5  | +1  | 5   |
| Cascais          | 3 | 1 | 0 | 2 | 7  | 10 | -3  | 3   |
| Loures           | 3 | 1 | 0 | 2 | 4  | 9  | -15 | 3   |

|                  | NAC | EST          | CAS | LOU |
| ---------------- | --- | ------------ | --- | --- |
| CD Nacional      | –   | –            | 7–0 | 0–3 |
| Estoril Atlético | 0–3 | –            | –   | –   |
| Cascais          | –   | 2–2 (3-4 gp) | –   | 5–1 |
| Loures           | –   | 0–4          | –   | –   |

Nota: O vencedor de um jogo que termine empatado no final do tempo regulamentar conquista apenas 2 pontos.

### Grupo G
Jogos disputados no Campo da Boa Hora na Arrentela, Seixal
| Equipa        | J | V | E | D | GM | GS | DG  | Pts |
| ------------- | - | - | - | - | -- | -- | --- | --- |
| Belenenses    | 4 | 4 | 0 | 0 | 19 | 10 | +9  | 12  |
| Amora         | 4 | 3 | 0 | 1 | 26 | 17 | +9  | 9   |
| Charneca Cap. | 4 | 2 | 0 | 2 | 27 | 28 | -1  | 6   |
| Arrentela     | 4 | 1 | 0 | 3 | 14 | 24 | -10 | 3   |
| Fut. Benfica  | 4 | 0 | 0 | 4 | 15 | 22 | -7  | 0   |

|               | BEL | AMO | CHA | ARR  | FUT |
| ------------- | --- | --- | --- | ---- | --- |
| Belenenses    | 3–2 | –   | –   | 4–1  | –   |
| Amora         | –   | –   | –   | 10–4 | 7–5 |
| Charneca Cap. | 5–9 | 5–7 | –   | –    | –   |
| Arrentela     | –   | –   | 6–8 | –    | 3–2 |
| Fut. Benfica  | 2–3 | –   | 6–9 | –    | –   |

### Grupo H
Jogos disputados na Praia do Ouro em Sesimbra. 
| Equipa             | J | V | E | D | GM | GS | DG  | Pts |
| ------------------ | - | - | - | - | -- | -- | --- | --- |
| Vitória de Setúbal | 3 | 2 | 0 | 1 | 15 | 10 | +10 | 6   |
| GD Sesimbra        | 3 | 2 | 0 | 1 | 21 | 19 | +2  | 6   |
| GD Alfarim         | 3 | 1 | 0 | 2 | 24 | 18 | +6  | 3   |
| Praia Milfontes    | 3 | 1 | 0 | 2 | 9  | 22 | -13 | 2   |

|                 | VFC | SES   | ALF  | MIL      |
| --------------- | --- | ----- | ---- | -------- |
| Vitória FC      | –   | –     | –    | 7–1      |
| GD Sesimbra     | 5–3 | –     | –    | 5–6 (ap) |
| GD Alfarim      | 4–5 | 10–11 | –    | –        |
| Praia Milfontes | –   | –     | 2–10 | –        |

Nota: O vencedor de um jogo que termine empatado no final do tempo regulamentar conquista apenas 2 pontos.

## 2ª Fase
Fase realizada entre 17 e 25 de Agosto.
| Legenda                                        |
| ---------------------------------------------- |
| Primeiro classificado avança para a final-four |

### Série A
Jogos disputados na Praia da Apúlia em Esposende
| Equipa       | J | V | E | D | GM | GS | DG  | Pts |
| ------------ | - | - | - | - | -- | -- | --- | --- |
| SC Braga     | 3 | 3 | 0 | 0 | 15 | 5  | +10 | 9   |
| Rio Ave      | 3 | 2 | 0 | 1 | 11 | 7  | 4   | 6   |
| Âncora Praia | 3 | 1 | 0 | 2 | 7  | 15 | -8  | 3   |
| Arcuda       | 3 | 0 | 0 | 3 | 5  | 11 | –6  | 0   |

|              | SCB | RIO | ÂNC | ARC |
| ------------ | --- | --- | --- | --- |
| SC Braga     | –   | 3–0 | –   | 6–2 |
| Rio Ave      | –   | –   | 8–3 | –   |
| Âncora Praia | –   | –   | –   | 2–1 |
| Arcuda       | 3–6 | 1–3 | –   | –   |

### Série B
Jogos disputados na Praia da Nazaré.
| Equipa               | J | V | E | D | GM | GS | DG  | Pts |
| -------------------- | - | - | - | - | -- | -- | --- | --- |
| ACD Sótão            | 3 | 3 | 0 | 0 | 26 | 9  | +17 | 9   |
| Vitória de Guimarães | 3 | 2 | 0 | 1 | 16 | 11 | 5   | 6   |
| Leixões              | 3 | 1 | 0 | 2 | 18 | 17 | +1  | 3   |
| Darquense            | 3 | 0 | 0 | 3 | 11 | 34 | –23 | 0   |

|            | SOT  | VSC  | LEI  | DAR  |
| ---------- | ---- | ---- | ---- | ---- |
| ACD Sótão  | –    | 6–0  | 10–3 | –    |
| Vitória SC | –    | –    | 4–3  | –    |
| Leixões    | –    | –    | –    | 12–3 |
| Darquense  | 6–10 | 2–12 | –    | –    |

### Série C
Jogos disputados no Ecoparque em São João da Talha, Loures.
| Equipa             | J | V | E | D | GM | GS | DG  | Pts |
| ------------------ | - | - | - | - | -- | -- | --- | --- |
| CD Nacional        | 3 | 2 | 0 | 1 | 20 | 7  | +13 | 6   |
| Vitória de Setúbal | 3 | 2 | 0 | 1 | 15 | 7  | +8  | 6   |
| Belenenses         | 3 | 2 | 0 | 1 | 14 | 7  | +7  | 6   |
| CCD Porto Mendo    | 3 | 0 | 0 | 3 | 3  | 31 | -28 | 0   |

|                 | NAC | VFC | BEL | POR  |
| --------------- | --- | --- | --- | ---- |
| CD Nacional     | –   | –   | –   | 13–1 |
| Vitória FC      | 3–5 | –   | 3–2 | –    |
| Belenenses      | 3–2 | –   | –   | –    |
| CCD Porto Mendo | –   | 0–9 | 2–9 | –    |

### Série D
Jogos disputados na Praia do Ouro em Sesimbra.
| Equipa            | J | V | E | D | GM | GS | DG | Pts |
| ----------------- | - | - | - | - | -- | -- | -- | --- |
| Estoril Atlético  | 3 | 2 | 0 | 1 | 14 | 9  | +5 | 6   |
| GD Sesimbra       | 3 | 2 | 0 | 1 | 21 | 17 | +4 | 6   |
| Amora             | 3 | 2 | 0 | 1 | 14 | 15 | -1 | 5   |
| Venda do Pinheiro | 3 | 0 | 0 | 3 | 11 | 19 | -8 | 0   |

|                   | EST | SES | AMO   | VEN |
| ----------------- | --- | --- | ----- | --- |
| Estoril Atlético  | –   | 9–5 | 3–4 p | –   |
| GD Sesimbra       | –   | –   | 7–2   | –   |
| Amora             | –   | –   | –     | 8–5 |
| Venda do Pinheiro | 0–2 | 6–9 | –     | –   |

Nota: O vencedor de um jogo que termine empatado no final do tempo regulamentar conquista apenas 2 pontos.

## Final Four
Fase disputada de 7 e 8 de Setembro de 2013 na Praia de Buarcos na Figueira da Foz.
|  | Meias Finais     | Meias Finais     |   |                | Final          | Final |  |
|  |                  |                  |   |                |                |       |  |
|  | 7-Set-13 17:00   |                  |   |                |                |       |  |
|  | SC Braga         | 4 (ap)           |   |                |                |       |  |
|  | ACD Sótão        | 3 (ap)           |   |                |                |       |  |
|  |                  |                  |   |                |                |       |  |
|  |                  |                  |   |                | 8-Set-13 18:15 |       |  |
|  |                  |                  |   |                | SC Braga       | 5     |  |
|  |                  | Estoril Atlético | 2 |                |                |       |  |
|  |                  |                  |   |                |                |       |  |
|  |                  |                  |   |                |                |       |  |
|  |                  |                  |   |                | 3º lugar       |       |  |
|  | 7-Set-13 18:15   | 7-Set-13 18:15   |   | 8-Set-13 17:00 | 8-Set-13 17:00 |       |  |
|  | CD Nacional      | 1 (2)            |   | ACD Sótão      | 4              |       |  |
|  | Estoril Atlético | 1 (3)            |   |                | CD Nacional    | 3     |  |

| Campeões Nacionais 2013 |
| ----------------------- |
| SC BRAGA 1º             |